# Кубок Словаччини з футболу 1994—1995
Кубок Словаччини з футболу 1994–1995 — 2-й розіграш кубкового футбольного турніру в Словаччині. Титул вперше здобув Інтер (Братислава).

## 1/16 фіналу
| Команда 1                 | Рахунок      | Команда 2                   |
| ------------------------- | ------------ | --------------------------- |
| Слован-2 (Братислава) (2) | 3:1          | Бардіїв                     |
| Кераметал (Дубниця) (2)   | 2:2 пен. 1:3 | Слован (Братислава)         |
| Слован (Глоговець) (3)    | 1:5          | Локомотив (Кошице)          |
| Калінково (3)             | 1:4          | Хемлон (Гуменне)            |
| Артмедія (2)              | 2:1          | Дукла                       |
| Матадор (Пухов) (2)       | 1:3          | Ґабчіково (2)               |
| ШКП Братислава (2)        | 4:1          | Слован Дусло (Шаля) (2)     |
| Слован (Левіце) (2)       | -:+          | Спартак (Трнава)            |
| Кошице-2 (2)              | 3:2          | Прєвідза                    |
| Тесла (Стропков) (2)      | 0:1          | Інтер (Братислава)          |
| Магнезіт (Єлшава) (2)     | 3:0          | Жиліна                      |
| Динамо (Долни Кубін) (3)  | 2:4          | ДАК 1904 (Дунайська Стреда) |
| Тексіком Ружомберок (2)   | 0:0 пен. 2:3 | Нітра (2)                   |
| Кальціт (Рожнява) (3)     | 3:1          | Славой (Требишов) (2)       |
| Оцета Дукла Тренчин (2)   | 0:1          | Татран (Пряшів)             |
| Врабле (2)                | 0:2          | Кошице                      |

## 1/8 фіналу
| Команда 1                 | Рахунок      | Команда 2                   |
| ------------------------- | ------------ | --------------------------- |
| Слован-2 (Братислава) (2) | 4:2          | Хемлон (Гуменне)            |
| Ґабчіково (2)             | 1:1 пен. 1:4 | ДАК 1904 (Дунайська Стреда) |
| Інтер (Братислава)        | 3:0          | ШКП Братислава (2)          |
| Кошице                    | 2:0          | Спартак (Трнава)            |
| Кошице-2 (2)              | 0:1          | Артмедія (2)                |
| Слован (Братислава)       | 3:1          | Нітра (2)                   |
| Кальціт (Рожнява) (3)     | 2:4          | Магнезіт (Єлшава) (2)       |
| Татран (Пряшів)           | 1:1 пен. 7:6 | Локомотив (Кошице)          |

## 1/4 фіналу
| Команда 1                   | Рахунок      | Команда 2             |
| --------------------------- | ------------ | --------------------- |
| Слован-2 (Братислава) (2)   | 0:2          | Татран (Пряшів)       |
| ДАК 1904 (Дунайська Стреда) | 1:1 пен. 5:4 | Кошице                |
| Слован (Братислава)         | 1:1 пен. 2:4 | Інтер (Братислава)    |
| Артмедія (2)                | 1:1 пен. 3:5 | Магнезіт (Єлшава) (2) |

## 1/2 фіналу
| Команда 1                   | Заг.    | Команда 2             | 1-й матч | 2-й матч |
| --------------------------- | ------- | --------------------- | -------- | -------- |
| Інтер (Братислава)          | 3:3 (ч) | Татран (Пряшів)       | 1:0      | 2:3      |
| ДАК 1904 (Дунайська Стреда) | 2:1     | Магнезіт (Єлшава) (2) | 1:1      | 1:0      |

## Фінал
| 18 червня 1995 |

| Інтер (Братислава) | 1:1 дч   | ДАК 1904 (Дунайська Стреда) |
| ------------------ | -------- | --------------------------- |
| Шульц 90'          | Протокол | Барі 40' (пен.)             |

| Місцевий стадіон, Дубниця-над-Вагом Глядачів: 5 250 Арбітр: Ладіслав Гадоші |

|                                       |     | Пенальті                        |  |
| Обшитник · Луговий · Солар · Грегушка | 3:1 | Сукенник · Жакович · Вег · Барі |  |